# 黒蝶のサイケデリカ
『黒蝶のサイケデリカ』（こくちょうのサイケデリカ）は、オトメイトより2015年1月29日に発売されたPlayStation Vita用女性向け恋愛アドベンチャーゲーム。2016年に舞台化（後述）。
同一世界観の『灰鷹のサイケデリカ』が2016年9月29日 に発売。
キャラクターデザインは結賀さとる。

## 解説
本作はテキスト形式のアドベンチャーゲームのほかに、『黒蝶狩り』というミニゲームも収録されている。このミニゲームは画面内の蝶をロックオンして撃っていくシューティングゲームであり、たくさん撃つとショートエピソード解放に必要なポイントを得られる。

## あらすじ
ある日、少女は気が付くと自分の過去の記憶を失った状態で、謎めいた洋館にいた。
異形の化け物から逃げ惑う中、同じく洋館の中にいた男性たちと出会う。
変わった拳銃を手にした彼女達は、『黒蝶狩り』というゲームの参加者として、化け物の持つ万華鏡の欠片を集めることになった。

## 登場人物
紅百合（べにゆり）※本名のみ変更可能
声 - 中原麻衣
本作の主人公。世話好きだが、相手と親しくなるほど距離を置いてしまう。
緋影（ひかげ）
声 - 石川界人
相手が気分を害しても気にしない嫌味な性格。 率直な物言いをするが本人に悪気はない。 状況整理の役を買って出ることが多い。
山都（やまと）
声 - 細谷佳正
乱暴な口調で喧嘩っ早い性格。 ぶっきらぼうなため、傍からはイライラしていたり不機嫌そうに見える。
鴉翅（からすば）
声 - 柿原徹也
飄々としていて掴みどころがない性格。 周りが混乱するような冗談を平気で言う。 本音を隠しその場のノリで人と接することが多い。
鉤翅（かぎは）
声 - 鳥海浩輔
おっとりしていて優しい性格。 身体は大きいが、争いごとを好まない。 調整役を買って出たり、人を気遣うことができる。
紋白（もんしろ）
声 - 松岡禎丞
化け物に襲われていた紅百合を救った人物。白を基調とした服装を身にまとっており、顔に黒いきつねの面をつけている。
ウサギ
声 - 長縄まりあ
館の主に雇われている少女で、主を「主様（ぬしさま）」と呼ぶ。白を基調とした服装と、ウサギの仮面が特徴。

## 主題歌
オープニングテーマ「Bloody Rain」
作詞 - 勇-YOU-、RUCCA / 作曲・編曲 - 太田雅友 / 歌 - SCREEN mode
エンディングテーマ「黒蝶のサイケデリカ」
作詞・作曲・歌 - 島みやえい子 / 編曲 - 高瀬一矢

## アートブック
アイディアファクトリー監修、一二三書房編
- 黒蝶のサイケデリカ 公式アートブック（一二三書房発売）

## ノベライズ
秋月鈴音著、 結賀さとる挿絵、アイディアファクトリー監修、一二三書房編
- 小説 黒蝶のサイケデリカ 上巻
- 小説 黒蝶のサイケデリカ 下巻

## キャラクターCD
フロンティアワークス
- 黒蝶のサイケデリカ キャラクターCD Vol.1 緋影
- 黒蝶のサイケデリカ キャラクターCD Vol.2 山都
- 黒蝶のサイケデリカ キャラクターCD Vol.3 鴉翅
- 黒蝶のサイケデリカ キャラクターCD Vol.4 鉤翅
- 黒蝶のサイケデリカ キャラクターCD Vol.5 紋白

## 舞台
『黒蝶のサイケデリカ THE STAGE』のタイトルで、2016年8月3日から7日に紀伊國屋ホールで上演。脚本・演出は菅野臣太郎が担当。公演の模様はDVD化された。

### キャスト
- 緋影 - 山田ジェームス武
- 紅百合 - 藤本かえで[3]
- 山都 - 北村健人
- 鴉翅 - 八島諒
- 鉤翅 - 木村敦
- 紋白 - 阿部快征
- ヒュー - 霜月紫
- ウサ - 大塚愛菜